# Liste des syndicats de salariés en Algérie
Cet article recense les principales organisations syndicales de travailleurs en Algérie.
Le nombre des organisations syndicales enregistrées au ministère du Travail, de l'Emploi et de la Sécurité sociale, s'est élevé à 121 syndicats à juin 2019, 32 syndicats n'avaient enregistré aucune activité durant la même année selon les autorités.
Le premier syndicat en Algérie fut l'Union générale des travailleurs algériens (UGTA) fondée le 24 février 1956, dans la mouvance du Front de libération nationale. Depuis la reconnaissance du pluralisme syndical à partir de 1990, une soixantaine d’organisations syndicales autonomes ont vu le jour.

## Secteur de l'Éducation
1. Union Nationale des personnels de l’Education et de la Formation (UNPEF)
2. Syndicat autonome des travailleurs de l’Education et de la Formation (SATEF)
3. Syndicat National des Travailleurs de l’Education (SNTE)
4. Conseil National Autonome des Professeurs de l’Enseignement Secondaire et Technique (CNAPESTE)
5. Syndicat national autonome des professeurs de l’enseignement secondaire et technique (SNAPEST)
6. Conseil des Enseignants des Lycées Algériens (CELA)
7. Syndicat National des Corps Communs des Ouvriers Professionnels de l’Education Nationale (SNCCOPEN)
8. Syndicat National Autonome des Professeurs de l’Enseignement Primaire (SNAPEP)
9. Syndicat des Travailleurs de l’Education, de l’Enseignement et de la Formation (STEEF)
10. Syndicat National des personnels de l’Intendance de l’Education (SNPIE)
11. Syndicat National Autonome de l’Orientation Scolaire et Professionnelle (SNAOSP)

## Secteur de la Santé
1. Syndicat National des Praticiens de la Santé Publique (SNPSP)
2. Syndicat National des Chirurgiens Dentistes de Santé Publique (SNCDSP)
3. Syndicat National des Professeurs d’Enseignement Paramédical (SNPEPM)
4. Syndicat National des Médecins Généralistes de Santé Publique (SNMG SP)
5. Syndicat National Algérien des Psychologues (SNAPSY)
6. Syndicat Autonome des Biologistes de Santé Publique (SABSP)
7. Syndicat Algériens des Paramédicaux (SAP)
8. Syndicat National des Praticiens Spécialistes de la Santé Publique (SNPSSP)
9. Syndicat des Gestionnaires de la Santé (SGS)
10. Syndicat Autonome des Gestionnaires des Etablissements de Santé Publique (SAGESP)
11. Syndicat National des Gestionnaires de la Santé (SNGS)
12. Syndicat National des Travailleurs de la Santé (SNTS)
13. Syndicat National des Médecins Libéraux ( SNML)

## Secteur de l'Administration publique
1. Syndicat National Autonome des Personnels de l’Administration Publique (SNAPAP)
2. Syndicat National des Inspecteurs du Travail (SNAIT)
3. Syndicat Autonome des fonctionnaires des Impôts (SAFI)
4. Syndicat National des Gestionnaires Salariés des Entreprises Publiques Locales (SNAGEPL)

## Secteur de l'Enseignement supérieur
1. Conseil National des Enseignants du Supérieur (CNES)
2. Syndicat National des Enseignants Chercheurs Hospitalo Universitaires (SNECHU)

## Secteur du Transport
1. Syndicat des Pilotes de Lignes Algériens (SPLA)
2. Syndicat National des Personnels de la Circulation Aérienne (SNPCA)
3. Syndicat National des Techniciens de la Maintenance Avions (SNTMA)
4. Syndicat National des Electroniciens et des Electrotechniciens de la sécurité aérienne (SNESA)
5. Syndicat National du Personnel Navigant Commercial Algérien (SNPNCA)
6. Syndicat National des Transports Algériens (SNTA)
7. Syndicat National du Secteur des Transports Ferroviaires (SNSTF)
8. Syndicat National du Personnel au Sol d’Air Algérie (SNPS Air Algérie)
9. Syndicat National des Officiers de la Marine Marchande (SNOMMAR)

## Secteur du journalisme
1. Syndicat des Journalistes de la Télévision (SJT)
2. Syndicat National autonome des journalistes et assimilés de l’APS (SNAJAAPS)
3. Syndicat National des journalistes Algériens (SNJA)
4. Organisation Nationale des Journalistes Sportifs Algériens (ONJSA)

## Secteur de la Justice
1. Syndicat National des Magistrats de la Cour des Comptes (SNMCC)
2. Syndicat National des Magistrats (SNM)
3. Syndicat National : Union des Magistrats Algériens (UMA)
4. Syndicat National des Greffiers (SNG)

## Secteur économique publique
1. Confédération syndicale des forces productives (COSYFOP)
2. Syndicat National du secteur des Industries (SNSI)
3. Syndicat National du Secteur Ammoniac/Engrais (SNSA)
4. Syndicat des Travailleurs du Textile (STT)
5. Syndicat National des Travailleurs de l’Electricité et du Gaz (SNATEGS) : Syndicat dissous volontairement[2]
6. Syndicat National du secteur de la Commercialisation et de la Distribution des Produits Pétroliers (SNSCDPP)
7. Syndicat Autonome des Travailleurs de KANAGHAZ (SAT/KANAGHAZ)
8. Syndicat National de l’Ingénierie (SNI)
9. Syndicat Autonome des Travailleurs du Pétrole (SATP)
10. Syndicat National de l’Office Algérien Interprofessionnel des Céréales (S.N.O.A.I.C)
11. Syndicat National des Cadres de la Mutualité Agricole (SNCMA)
12. Syndicat National des Travailleurs de l’Energie (SNT Energie)

## Autres
1. Groupement Syndical des Architectes (GSA)
2. Syndicat Autonome des Personnels des Affaires Etrangères (SAPAE)
3. Syndicat National des Travailleurs de la Formation Professionnelle (SNTFP)
4. Syndicat autonome du Patrimoine Archéologique Historique et Muséal (SAPAHM)
5. Syndicat National Autonome des Postiers (SNAP)
6. Syndicat National des Vétérinaires Fonctionnaires de l’Administration Publique (SNVFAP)
7. Syndicat National des Travailleurs de la Protection Civile (SNTPC)
8. Conseil National Autonome des Imams et des Fonctionnaires du secteur des Affaires Religieuses et des Wakfs (CNAIFSARW)
9. Union générale des travailleurs algériens (UGTA)